# جائزة البرازيل الكبرى 1997
جائزة البرازيل الكبرى 1997 هو سباق فورمولا 1 أقيم بتاريخ 30 مارس 1997 في حلبة جوزيه كارلوس بيس للسيارات، البرازيل. كان الثاني من أصل 17 في بطولة العالم لسباقات الفورمولا واحد موسم 1997. حلّ الكندي جاك فيلنوف أولا بينما جاء النمساوي غيرهارد بيرغر في المركز الثاني وحصل على المركز الثالث الفرنسي أوليفييه بانيس.